# Шејлин Вудли
Шејлин Вудли (енгл. Shailene Woodley; рођена 15. новембра 1991 у Сими Валију) америчка је глумица.
Глумачку каријеру започела је 2000-их наступајући у телевизијским серијама, а пажњу јавности привукла је серијом Тајни живот америчког тинејџера у којој је играла главну улогу од 2008. до 2013.
Дебитантска филмска улога у драми Потомци из 2011. године донела јој је Награду Спирит за најбољу глумицу у споредној улози, као и номинацију за Златни глобус у истој категорији. За изведбу у тинејџерској драми Спектакуларна садашњица из 2013. године поново је била номинована за Награду Спирит, а освојила је и специјалну награду жирија на Филмском фестивалу Санденс за глуму заједно са колегом Мајлсом Телером.
Пажњу шире јавности Вудлијева је привукла 2014. године улогом Хејзел Грејс у романтичној драми Криве су звезде и Беатрис Прајор у научнофантастичном филму Другачија, коју тумачи и у наредна три наставка из истоименог серијала. Године 2017. појавила се у серији Невине лажи, која јој је донела номинације за Златни глобус и Еми у категорији "Најбоља споредна женска улога у мини-серији или ТВ филму".

## Филмографија
| Филмови             |                                       |               |                         | |
| Година              | Српски назив                          | Изворни назив | Улога                   | Напомене |
| 2011.               | Потомци                               |               | Александра "Алекс" Кинг | Награда Националног одбора за филмску критику за најбољу глумицу у споредној улози Награда Спирит за најбољу глумицу у споредној улози номинација - Златни глобус за најбољу споредну глумицу у играном филму номинација - Награда Удружења филмских глумаца за најбољу филмску поставу номинација - Награда Удружења телевизијских филмских критичара за најбољу глумицу у споредној улози номинација - Награда Удружења интернет филмских критичара за најбољу споредну женску улогу |
| 2013.               | Спектакуларна садашњица               |               | Ејми Финеки             | номинација - Награда Спирит за за најбољу глумицу у главној улози |
| 2014.               | Бела птица у мећави                   |               | Кат Конор               | |
| 2014.               | Чудесни Спајдермен 2                  |               | Мери Џејн Вотсон        | Избрисане сцене |
| 2014.               | Другачија                             |               | Беатрис Прајор          | номинација - Награда Удружења телевизијских филмских критичара за најбољу глумицу у акционом филму |
| 2014.               | Криве су звезде                       |               | Хејзел Грејс Ланкастер  | МТВ филмска награда за најбољу улогу МТВ филмска награда за најбољи пољубац (са Енселом Елгортом) номинација - МТВ филмска награда за најбољи филмски дуо (са Енселом Елгортом) |
| 2015.               | Трилогија Другачија: Побуњени         |               | Беатрис Прајор          | |
| 2016.               | Сноуден                               |               | Линдси Милс             | |
| 2016.               | Трилогија Другачија: Одани - Први део |               | Беатрис Прајор          | |
| 2021.               | Последице                             |               | Ана                     | |
| 2023.               | Ферари                                |               | Лина Ларди              | |
| Телевизијске серије |                                       |               |                         | |
| 1999.               | Замена за тату                        |               | Мала девојчица          | ТВ филм |
| 2001–03             | Дистрикт                              |               | Кристин Дебрено         | 3 епизоде |
| 2001–04             | Џордан                                |               | млада Џордан Кавана     | 4 епизоде |
| 2003.               | Без трага                             |               | млада Клер Меткалф      | епизода Clare de Lune |
| 2003–04             | Округ Оринџ                           |               | млада Кејтлин Купер     | 6 епизода |
| 2004.               | Сви воле Рејмонда                     |               | уображена девојка 2     | епизода Party Dress |
| 2004.               | Место звано дом                       |               | Калифорнија "Кали" Форд | ТВ филм |
| 2004–05             | Џек и Боби                            |               | Клои Бенедикт           | 2 епизоде |
| 2005.               | Фелисити: Авантура америчке девојчице |               | Фелисити Мериман        | ТВ филм |
| 2005.               | Некада давно на душеку                |               | Моли                    | ТВ филм |
| 2005.               | Зовем се Ерл                          |               | млада Гвен              | епизода BB |
| 2007.               | Место злочина: Њујорк                 |               | Иви Пирпонт             | епизода A Daze of Wine and Roaches |
| 2007.               | Близу дома                            |               | Габи Терси              | епизода Getting In |
| 2007.               | Злочини из прошлости                  |               | Сара Ганден             | епизода Running Around |
| 2007.               | Уклети лет                            |               | Маја Бендер             | ТВ филм |
| 2008–13             | Тајни живот америчког тинејџера       |               | Ејми Џоргенс            | главна улога |
| 2017-               | Невине лажи                           |               | Џејн Чапман             | главна улога номинација - Награда Еми за најбољу споредну женску улогу у мини-серији или ТВ филму |